# Gennadi Manakov
Gennadi Mikhailovich Manakov (Yefimovka, 1 de junho de 1950 - 26 de setembro de 2019) foi um ex-cosmonauta russo, veterano de duas missões espaciais.
Ex-piloto da Força Aérea Soviética, foi selecionado como cosmonauta em 1985, para treinamento no programa Buran. O programa do ônibus espacial soviético não foi adiante, mas Manakov foi ao espaço como comandante da Soyuz TM-10, uma missão de quatro meses a bordo da estação espacial Mir, onde ficou entre agosto e dezembro de 1990.
Foi novamente ao espaço em janeiro de 1993, na Soyuz TM-16, para uma segunda expedição à Mir - a 16ª geral do programa - com duração de seis meses, retornando em 22 de junho do mesmo ano.
Casado e com dois filhos, ele se retirou do programa espacial russo em dezembro de 1996.